# Amiga
Amiga là một họ các máy tính cá nhân do Commodore bán ra từ năm 1985. Mô hình ban đầu là một phần của một làn sóng các máy tính 16 và 32 bit có RAM 256KB hoặc nhiều hơn, giao diện đồ họa dựa trên chuột máy tính, và đồ họa và âm thanh được cải thiện đáng kể trên các hệ thống 8 bit. Làn sóng máy tính này bao gồm Atari ST - phát hành cùng năm, Macintosh của Apple và sau đó là Apple IIGS. Dựa trên bộ vi xử lý Motorola 68000, Amiga khác với những máy tính đương thời ở chỗ được tích hợp phần cứng chuyên biệt để tăng tốc độ của đồ họa và âm thanh, bao gồm sprite và một blitter, và một hệ điều hành đa nhiệm ưu tiên có tên là AmigaOS.
Amiga 1000 được phát hành vào tháng 7 năm 1985, nhưng một loạt các vấn đề về sản xuất đã khiến nó chỉ trở nên phổ biến rộng rãi vào  đầu năm 1986. Mô hình bán chạy nhất, Amiga 500, được giới thiệu vào năm 1987 và trở thành một trong những máy tính gia đình hàng đầu vào cuối những năm 1980 và đầu những năm 1990 với bốn đến sáu triệu máy được bán ra. Máy A3000, được giới thiệu vào năm 1990, bắt đầu thế hệ thứ hai của hệ thống Amiga, tiếp theo là A500+, và A600 vào tháng 3 năm 1992. Cuối cùng, là thế hệ thứ ba, A1200 và A4000 được phát hành vào cuối năm 1992. Nền tảng này trở nên đặc biệt phổ biến cho các trò chơi và lập trình. Nó cũng đóng vai trò nổi bật trong video máy tính để bàn, sản xuất video và ngành kinh doanh điều khiển chương trình truyền hình, dẫn đến các hệ thống chỉnh sửa video như Video Toaster. Khả năng sẵn có của Amiga cho phép đồng thời phát lại nhiều mẫu âm thanh kỹ thuật số đã làm cho nó trở thành một nền tảng phổ biến cho phần mềm nghe nhạc giai đoạn đầu. Bộ vi xử lý tương đối mạnh và khả năng truy cập vài megabyte bộ nhớ đã dẫn đến sự phát triển của một số gói phần mềm dựng hình 3D, bao gồm LightWave 3D, Imagine, Aladdin4D và TurboSilver.
Mặc dù quảng cáo của Commodore ban đầu đã cố gắng quảng bá dòng máy tính này như một máy tính kinh doanh đa năng, đặc biệt khi được trang bị thêm phần bổ sung tương thích PC Amiga Sidecar, nhưng sự thành công nhất về mặt thương mại của Amiga lại với tư cách như một máy tính gia đình, với nhiều trò chơi và phần mềm sáng tạo. Tiếp thị kém và sự thất bại của các mô hình máy sau này chỉ biết lặp lại những tiến bộ công nghệ của các hệ thống đầu tiên đã khiến Amiga nhanh chóng mất thị phần của mình cho các nền tảng cạnh tranh, chẳng hạn như console trò chơi thế hệ thứ tư, Macintosh, và sự giảm giá nhanh chóng của các máy tính tương thích với IBM PC, với hệ đồ họa 256 màu VGA kể từ năm 1987. Commodore cuối cùng đã bị phá sản vào tháng 4 năm 1994 sau khi mô hình máy Amiga CD32 thất bại trên thị trường.
Kể từ khi Commodore phá sản, các nhóm khác nhau đã tiếp thị thành công thị trường cho dòng Amiga ban đầu, bao gồm Genesi, Eyetech, ACube Systems Srl và A-EON Technology. Tương tự như vậy, AmigaOS đã ảnh hưởng đến các sản phẩm thay thế, sản phẩm nhái và các hệ thống tương thích như MorphOS, AmigaOS 4 và AROS.

## Lịch sử

### Khái niệm và phát triển ban đầu
Jay Miner gia nhập Atari vào những năm 1970 để phát triển các mạch tích hợp tùy chỉnh và dẫn đầu phát triển hệ thống TIA của Atari 2600. Gần như ngay khi sự phát triển của nó hoàn tất, nhóm nghiên cứu đã bắt đầu phát triển một bộ chip phức tạp hơn nhiều, CTIA, ANTIC và POKEY, những bộ chip này đã hình thành cơ sở cho họ máy tính Atari 8 bit.
Với việc ra mắt dòng máy tính 8 bit vào năm 1979, nhóm nghiên cứu lại một lần nữa bắt đầu xem xét tạo ra một chipset thế hệ tiếp theo. Nolan Bushnell đã bán công ty cho Warner Communications vào năm 1978 và ban quản lý mới quan tâm nhiều hơn đến các dòng máy hiện có hơn là phát triển các sản phẩm mới có thể cắt giảm doanh thu của họ. Miner muốn bắt đầu làm việc với vi xử lý mới Motorola 68000, nhưng ban quản lý chỉ quan tâm đến một hệ thống khác dựa trên 6502. Miner sau đó rời công ty và ra khỏi ngành công nghiệp máy tính.
Năm 1979, Larry Kaplan rời Atari và thành lập Activision. Năm 1982, Kaplan đã được một số nhà đầu tư tiếp cận nhằm phát triển một nền tảng trò chơi mới. Kaplan thuê Miner điều hành phần cứng của công ty mới thành lập có tên "Hi-Toro". Hệ thống này có tên mã là "Lorraine" để phù hợp với chính sách cung cấp tên nữ giới của Miner, trong trường hợp này là tên vợ của chủ tịch công ty, Lorraine Morse. Khi Kaplan rời khỏi công ty vào cuối năm 1982, Miner được làm kỹ sư trưởng và công ty khởi động lại với tên mới, Amiga Corporation.
Một nguyên mẫu mới được hoàn thành phần lớn vào cuối năm 1983, và được trình diễn vào tháng 1 năm 1984 tại Hội chợ Điện tử Tiêu dùng (CES) với bản demo trò chơi Boing Ball. Một phiên bản phát triển hơn đã được trình diễn tại CES tháng 6 năm 1984 cho  nhiều công ty với hy vọng thu được nhiều tiền tài trợ hơn, nhưng thị trường ít quan tâm đến nó do thị trường Bắc Mỹ đang trong giai đoạn cuối của khủng hoảng trò chơi máy tính Bắc Mỹ năm 1983.

Vào tháng 3, Atari đã bày tỏ sự quan tâm đến Lorraine vì khả năng sử dụng tiềm năng của hệ thống này trong một máy chơi trò chơi hoặc máy tính ở nhà được gọi là 1850XLD. Nhưng các cuộc đàm phán tiến triển chậm chạp, và Amiga đã gần hết tiền mặt. Một thỏa thuận tạm thời dẫn đến khoản vay 500.000 đô la Mỹ do Atari cho Amiga vay để giữ cho công ty hoạt động. Các điều khoản yêu cầu khoản vay cần được hoàn trả trong một tháng, nếu không Amiga sẽ mất thiết kế Lorraine cho Atari.

### Khởi động Commodore
Trong năm 1983, Atari thua lỗ hơn 1 triệu USD mỗi tuần, do ảnh hưởng kết hợp của vụ khủng hoảng trò chơi máy tính và cuộc chiến giá cả đang diễn ra trên thị trường máy tính gia đình. Warner đã tuyệt vọng muốn bán công ty bằng mọi cách. Jack Tramiel từ chức và rời khỏi Commodore vào tháng 1 năm 1984 do những cuộc chiến nội bộ tranh cãi hướng đi tương lai của công ty. Vào tháng 6, Tramiel đã sắp xếp một thỏa thuận không dùng tiền mặt để chiếm quyền điều khiển Atari và cải tổ nó thành Atari Corporation.
Việc Trariel mua đứt Atari dẫn đến một số lượng đáng kể nhân viên Commodore đi theo, bao gồm một số nhân viên kỹ thuật cao cấp. Điều này khiến Commodore không có phương án thay thế khả thi cho một thế hệ máy tính tiếp theo. Commodore sau đó tiếp cận Amiga để tài trợ cho sự phát triển một hệ thống máy tính gia đình và nhanh chóng sắp xếp để trả nợ cho Atari, chấm dứt mối đe dọa mất thiết kế của hệ thống này. Hai công ty ban đầu đã thu xếp thỏa thuận cấp phép của hệ máy tính mới trị giá 4 triệu đô la Mỹ, sau đó Commodore đưa ra giá 24 triệu đô la Mỹ để mua đứt Amiga ngay lập tức.
Cuối năm 1984, chipset nguyên mẫu mới đã được chuyển thành mạch tích hợp và phần cứng hệ thống đã được chuẩn bị sẵn sàng để sản xuất. Tại thời điểm này hệ điều hành chưa sẵn sàng, và dẫn đến một thỏa thuận để chuyển một hệ điều hành khác được gọi là TRIPOS lên nền tảng này. TRIPOS là một hệ thống đa nhiệm được viết bằng BCPL trong những năm 1970 cho các hệ thống máy tính mini như PDP-11, nhưng sau đó được thử nghiệm chuyển sang vi xử lý 68000. Phiên bản đầu này được gọi là AmigaDOS với hệ giao diện đồ họa người dùng Workbench. Các phần BCPL sau này được viết lại bằng ngôn ngữ C, và toàn bộ hệ thống trở thành AmigaOS.
Giống với nhiều máy trạm Unix thời đó, hệ thống được nhúng trong một hộp máy đóng kín giống hộp bánh pizza; một sự thay đổi muộn là việc giới thiệu khung dọc theo hộp máy để tạo ra một khe trống dưới phần chính máy tính để dành chỗ cất cho bàn phím.
Mô hình đầu tiên được công bố vào năm 1985 với tên là "The Amiga from Commodore", sau đó được gọi là Amiga 1000. Dòng máy này được chào bán lần đầu tiên vào tháng 8, nhưng đến tháng 10 chỉ có 50 chiếc được chế tạo, tất cả đều được Commodore sử dụng. Sản phẩm chỉ bắt đầu xuất hiện với số lượng lớn vào giữa tháng 11, đồng nghĩa với việc chúng đã bỏ lỡ kỳ mua sắm Giáng sinh. Đến cuối năm, công ty đã bán được 35.000 máy và các vấn đề về dòng tiền nghiêm trọng khiến công ty rút khỏi Hội chợ Điện tử Tiêu dùng tháng 1 năm 1986. Tiếp thị không tốt hoặc hoàn toàn không có, buộc nhóm phát triển phải di chuyển đến bờ biển phía đông Hoa Kỳ, với các vấn đề về tính ổn định và các sai lầm khác đã hạn chế doanh số bán hàng vào đầu năm 1986 chỉ ở mức từ 10.000 đến 15.000 máy tính một tháng.

### Thành công thương mại
Cuối năm 1985, Thomas Rattigan được thăng chức Giám đốc quản lý (COO) của Commodore, và sau đó là Giám đốc điều hành (CEO) vào tháng 2 năm 1986. Ông lập tức thực hiện một kế hoạch đầy tham vọng bao trùm hầu hết các hoạt động của công ty. Trong số này có sự hủy bỏ các dòng máy đã lỗi thời PET và VIC-20, cũng như một loạt các dòng máy Commodore 64 và Commodore 900 do nỗ lực bán hàng kém cỏi.
Một trong những thay đổi khác là việc chia Amiga thành hai sản phẩm, một phiên bản cao cấp mới của Amiga nhắm vào thị trường sáng tạo, và một phiên bản chi phí thấp sẽ thay thế Commodore 64 ở thị trường cấp thấp. Những thiết kế mới này được phát hành vào năm 1987 với tên là Amiga 2000 và Amiga 500. Amiga 500 đã thành công rộng rãi và trở thành mô hình bán chạy nhất của công ty.
Các mô hình kép cao cấp/thấp cấp tương tự kéo dài suốt dòng máy Amiga trong lịch sử công ty; các thiết kế tiếp theo bao gồm Amiga 3000/Amiga 500 Plus/Amiga 600, và Amiga 4000/Amiga 1200. Các mẫu này kết hợp một loạt các nâng cấp kỹ thuật được gọi là ECS và AGA, bổ sung thêm nhiều màn hình với độ phân giải cao hơn kèm các cải tiến.
Tổng kết lại, dòng Amiga đã bán được khoảng 4.850.000 máy trong suốt lịch sử công ty. Các máy tính này phổ biến nhất ở Anh và Đức, với khoảng 1,5 triệu được bán ở mỗi quốc gia và hàng trăm nghìn máy tại các quốc gia châu Âu khác. Máy tính này ít phổ biến hơn ở Bắc Mỹ, với khoảng 700.000 chiếc được bán. Đặc biệt, tại Hoa Kỳ, Amiga đã không đạt được bất kỳ thành công nào ngoài thị trường những người đam mê sản phẩm truyền thống của Commodore ngoại trừ các thị trường chuyên xử lý và chỉnh sửa video.

### Phá sản
Bất chấp những thành công của Rattigan trong việc khiến công ty có lợi nhuận và đưa Amiga vào thị trường, Rattigan đã sớm bị thất bại cuộc đấu tranh quyền lực với Irving Gould, một cổ đông lớn của công ty. Điều này được coi là bước ngoặt, vì những cải tiến cao hơn nữa của Amiga đã bị những cải tiến nhanh chóng trong các nền tảng khác làm lu mờ.
Năm 1994, Commodore đệ đơn xin phá sản và tài sản của công ty đã được Escom, một nhà sản xuất PC của Đức mua lại. Công ty Escom đã thành lập công ty con Amiga Technologies trực thuộc công ty mẹ. Escom tái phát hành A1200 và A4000T, và giới thiệu một phiên bản dùng vi xử lý 68060 mới của dòng máy A4000T. Tuy nhiên, đến lượt Escom lại bị phá sản vào năm 1997.
Thương hiệu Amiga sau đó được bán cho một nhà sản xuất PC Wintel của Mỹ, Gateway 2000. Sau đó Gateway đã công bố những kế hoạch lớn cho Amiga. Tuy nhiên, vào năm 2000, Gateway đã bán thương hiệu Amiga mà không sản xuất bất kỳ sản phẩm nào. Chủ sở hữu hiện tại của nhãn hiệu, Amiga, Inc., đã cấp phép bán phần cứng cho phép sử dụng thương hiệu Amiga hoặc AmigaOne cho các công ty Eyetech Group, Hyperion Entertainment và Commodore USA.